# Darke County
Darke County is een van de 88 county's in de Amerikaanse staat Ohio.
De county heeft een landoppervlakte van 1.553 km² en telt 53.309 inwoners (volkstelling 2000). De hoofdplaats is Greenville.

## Geboren
- Annie Oakley (1860-1926), scherpschutster

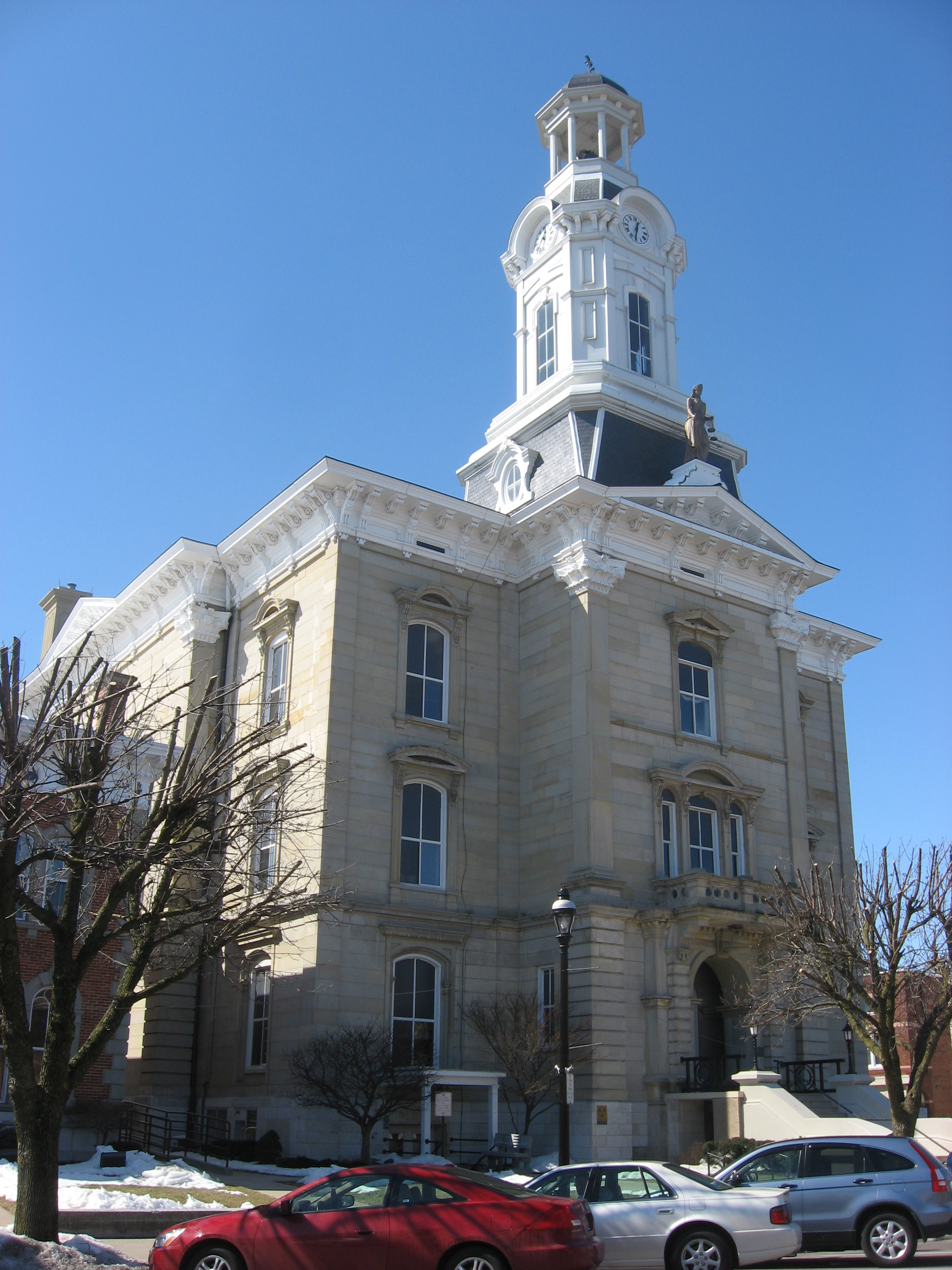
Courthouse